# 호소노 마사부미
호소노 마사부미(일본어: 細野 正文, 1870년 10월 15일 ~ 1939년 3월 14일)는 일본의 공무원이다. 그는 1912년 4월 15일 타이타닉호 침몰 사고에서 살아남았지만, 일본 대중, 언론, 정부로부터 배와 함께 침몰하는 것보다 자신을 구하기로 결정했다는 잘못된 인식 때문에 비난과 배척을 받았다. 호소노의 손자는 일본 밴드 핫피 엔도 겸 옐로 매직 오케스트라의 리더 멤버인 호소노 하루오미이다.

## 어린 시절 및 경력
호소노 마사부미는 1870년 10월 15일 니가타현에 있는 조에쓰시의 일부인 호쿠라 마을에 태어났다. 1896년 도쿄 고등상업학교(현 히토츠바시 대학)를 졸업하고 미쓰비시 주식회사에 입사했다. 1897년, 그는 회사를 떠나 도쿄의 시오도메 화물 터미널에서 화물 사무원으로 일했다. 1906년 도쿄 외국어대학에서 러시아어 과정을 수료하고, 이듬해 철도청 회계조사과장이 되었다. 1908년에 그는 철도국장이 되었다.
1910년, 교통부에서 일하던 호소노는 러시아 국영 철도 시스템을 연구하기 위해 러시아로 보내졌다. 일본으로 돌아가는 그의 여정은 처음에 그가 잠시 머물렀던 런던으로 그를 데려갔고, 그리고 1912년 4월 10일 타이타닉을 2등석 승객으로 탄 사우샘프턴으로 데려갔다.

## 항해

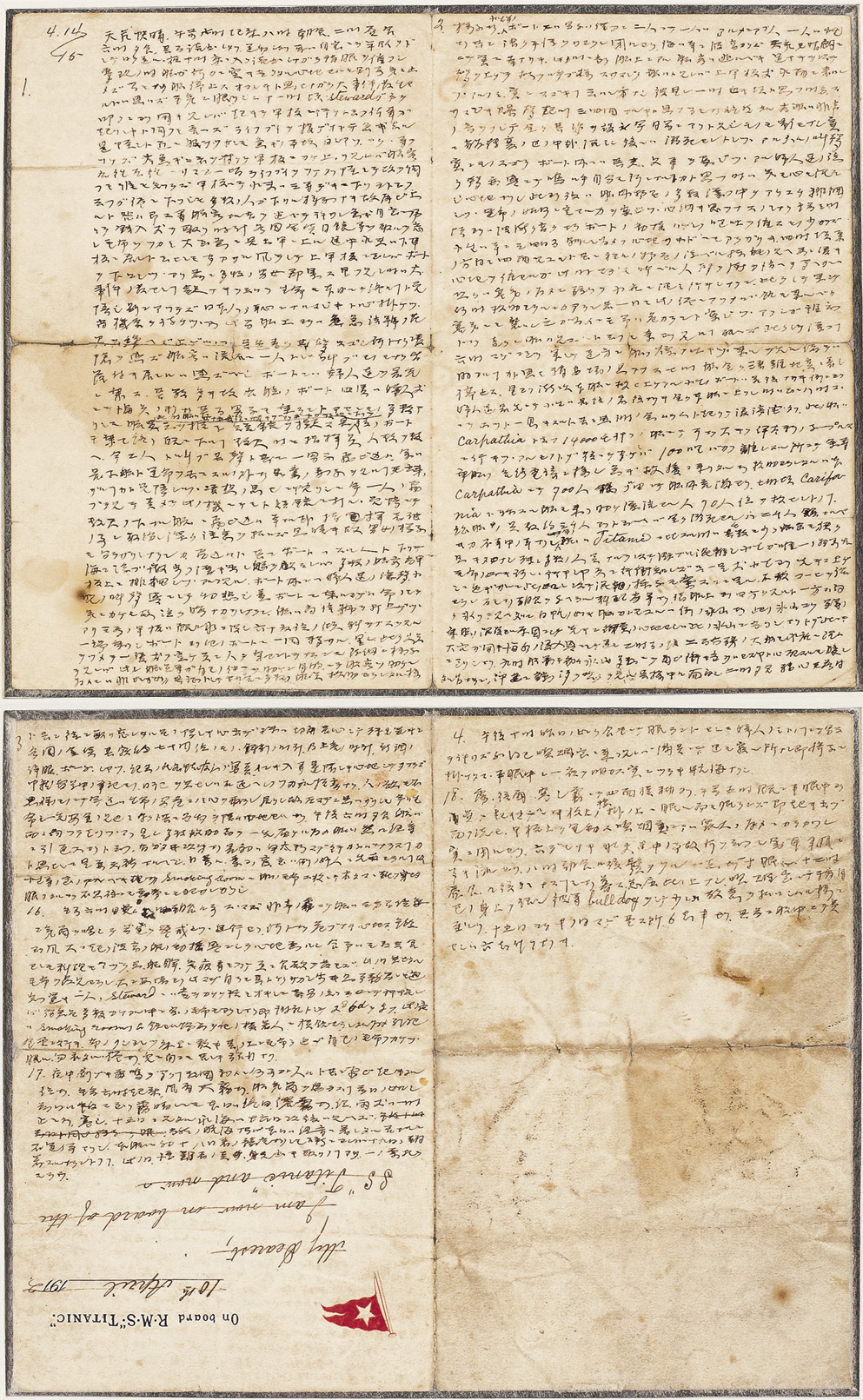
타이타닉의 머리 편지지 위에 쓰여진 호소노 마사부미의 침몰 이야기

4월 14일~15일 밤 동안 그는 남자 승무원에 의해 깨어났다. 하지만, 한 승무원이 그가 3등석 승객이라고 추측했기 때문에, 그는 이미 구명정이 발사되고 있는 타이타닉의 보트 갑판으로 가는 것을 막았다. 그는 마침내 장애물을 지나 보트 갑판으로 향했고, 그곳에서 그는 비상 플래그가 발사되고 있는 것을 경보와 함께 보았다. "그동안 비상 신호를 보내는 모든 플레어는 끊임없이 공중으로 발사되고 있었고, 무시무시한 파란 섬광과 소음은 그야말로 무시무시했습니다. 어찌된 일인지 저는 완전한 두려움과 적막감을 떨쳐버릴 수가 없었습니다."
호소노는 4척의 구명정이 진수되는 것을 보고 곧 사망할 것을 생각했다. 그는 "타이타닉호와 같은 운명을 함께 하는 것 외에는 다른 대안이 없었기 때문에 더 이상 사랑하는 아내와 아이들을 볼 수 없을 것이라는 황량한 생각에 잠겨 있었다"고 말했다. 남아 있는 구명정의 수가 급격히 줄어들자 "일본의 주체로서 불명예스러운 일을 남기지 않기로 결심하며 동요하지 않고 마지막 순간을 준비하려고 노력했습니다. 하지만 여전히 나는 생존을 위한 가능한 기회를 찾고 기다리고 있는 나 자신을 발견했어요."
배가 가라앉은 후, 그 곳에서 물에 빠진 사람들의 무시무시한 비명소리와 외침이 다시 들려왔습니다. 우리의 구명보트도 흐느끼고 우는 아이들과 그들의 남편과 아버지의 안전을 걱정하는 여성들로 가득 차 있었습니다. 그리고 저 역시 그들만큼 우울하고 비참했습니다. 결국 제 자신이 어떻게 될지 몰랐죠.

4월 15일 오전 8시경, 구명정의 승객들은 RMS 카르파티아에 의해 구조되었다. 일단 승선한 호소노는 흡연실에서 잠을 잤지만, 할 수 있을 때 피했다. 왜냐하면 그는 "내가 하는 말은 무엇이든 귀담아듣지 않는" 선원들의 농담의 표적이었기 때문이다. 그는 그들에게 "불독의 집념"을 보여주면서 뒤로 밀었고, 결국 그가 "조금 존경"이라고 부르는 것을 얻었다. 그는 여전히 그의 코트 주머니에 타이타닉의 편지지 한 묶음을 가지고 있었는데, 그 위에 그가 그의 아내에게 영어로 편지를 쓰기 시작했다. 카르파시아가 뉴욕으로 항해하는 동안, 그는 그 신문을 일본어로 자신의 경험에 대한 기사를 쓰는 데 사용했다. 그것은 타이타닉 문구류에 존재하는 것으로 알려진 유일한 문서이다.

## 일본으로 복귀
호소노의 이야기는 처음에는 거의 관심을 끌지 못했다. 그는 뉴욕에 있는 미쓰이 그룹의 사무실로 가서 친구들에게 그를 집에 데려다 달라고 부탁했다. 그곳에서 그는 일본으로 돌아가는 배를 찾기 위해 샌프란시스코로 이동했다. 한 지역 신문은 그의 이야기를 듣고 그를 "행운의 일본 남자"라고 불렀다. 도쿄로 돌아온 그는 《요미우리 신문》 등 여러 잡지와 신문과 인터뷰를 했는데, 이 잡지는 가족과 함께 찍은 사진을 실었다.
1997년 블록버스터 영화 《타이타닉》의 시기에 발표된 기사에 따르면, 호소노는 곧 대중들의 비난의 대상이 되었다. 그는 미국에서 공개적으로 비난을 받았다. 아치볼드 그레이시는 그를 구명정 10호에 "보관소"로 묘사했는데, 아치볼드 그레이시는 이 재난에 대한 베스트셀러 기사를 썼고, 이 보트의 책임자인 에이블 시먼 에드워드 불리는 미국 상원 조사에서 호소노와 다른 남자가 몰래 탑승하기 위해 여성으로 위장했다고 말했다. 이 무고죄는 일본에서는 보도되지 않았다.
그는 직장을 잃었고 일본 언론에 의해 겁쟁이라는 비난을 받았다. 1997년 이 기사는 학교 교과서가 그를 불명예스러운 사람으로 묘사했고 윤리학 교수에 의해 부도덕하다고 비난받았다고 주장했다. 2007년 안도 겐지가 《신초 45》에서 출판한 재조사에서는 그러한 교과서를 찾을 수 없었다. 어쨌든, 그는 잃기에는 너무 가치가 있었기 때문에, 곧 내각에 의해 재취업되었고, 1939년 그가 사망할 때까지 그곳에서 계속 일했다.

## 사망
1939년 3월 14일 68세의 나이로 평화롭게 세상을 떠났다. 그가 죽은 지 오래 후, 호소노의 이야기는 수십 년 동안 그의 가족에게 수치심의 원천으로 남아있었다. 비록 그의 아내에게 보낸 편지는 그가 죽은 직후와 1980년에 타이타닉호의 난파선을 찾기 위한 시도가 실패했을 때 적어도 두 번은 출판되었지만, 그는 결코 그것에 대해 말하지 않았다. 1990년대 후반, 호소노 가족은 제임스 카메론의 1997년 영화 《타이타닉》의 큰 성공을 계기로 이 편지를 언론에 공개했다. 마사부미의 손자이자 밴드 핫피 엔도 겸 옐로 매직 오케스트라의 리더 멤버인 호소노 하루오미는 "매우 안심했고, 호소노 가문의 명예가 회복되었다"고 말했다. 줄리언 스트링거의 표현대로, 이 편지는 "하루오미가 자신의 할아버지의 감정적인 삶, 그래서 사회적 치욕의 세월을 거꾸로 되돌리는 '다리'를 건설할 수 있게 한다."